# Polar Bear Provincial Park
Polar Bear Provincial Park är en park i Kanada.   Den ligger i provinsen Ontario, i den östra delen av landet, 1 200 km nordväst om huvudstaden Ottawa. Polar Bear Provincial Park ligger 32 meter över havet.
Terrängen runt Polar Bear Provincial Park är mycket platt, och sluttar norrut. Trakten runt Polar Bear Provincial Park är nära nog obefolkad, med mindre än två invånare per kvadratkilometer.. Det finns inga samhällen i närheten.
Omgivningarna runt Polar Bear Provincial Park är i huvudsak ett öppet busklandskap.